# Замбийско-китайские отношения
Китайско-замбийские отношения — двусторонние дипломатические отношения между Республикой Замбия и Китайской Народной Республикой.

## История отношений
Китай и Замбия установили дипломатические отношения в октябре 1964 г. Замбия была первой страной в южной части Африки, установившей дипломатические отношения с Китаем.
Во время правления президента Замбии Каунды, Китай активно поддерживал правительство Замбии в его борьбе за укрепление независимости. Каунда посетил Китай четыре раза за время своего президентства и назвал Китай «надежным другом».
В сентябре 2021 года к власти пришла Объединенная партия национального развития, Китай заявил о дальнейшей поддержке отношений между двумя странами.

## Экономические отношения
В 1998 году Китайская корпорация цветных металлов (CNMC) купила 85 % акций замбийского медного рудника Чамбиши за 20 млн долларов США и инвестировала ещё 130 млн долларов США в восстановление медного рудника. К концу 2005 года, примерно 160 китайских компаний инвестировали в Замбию.

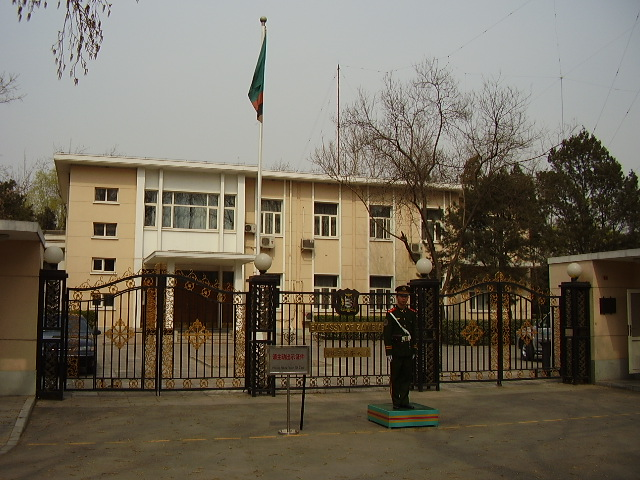
Посольство Замбии в Пекине.

Товарооборот между Китаем и Замбией увеличился в 2010 году до 2,2 млрд долларов США. Китайские инвестиции в Замбию варьируются от интересов горнодобывающей промышленности в медном поясе Замбии до инвестиций в сельское хозяйство, производство и туризм. По состоянию на февраль 2011 года в общей сложности 25 замбийских сельско-хозяйственных предприятий находятся в управлении китайских предпринимателей.

### Китайское финансирование в Замбию
В период с 2000 по 2011 год в Замбии с помощью различных сообщений в средствах массовой информации было выявлено примерно 64 китайских официальных проекта финансирования развития.

## Права человека
В июне 2020 года Республика Замбия стал одной из 53 стран, поддержавших закон о защите национальной безопасности в Гонконге.

## Инцидент на угольной шахте Collum
В феврале 2010 года Чжун Тинхуэй был убит на частной угольной шахте Collum. В октябре того же года два китайских менеджера открыли огонь по африканским шахтерам во время забастовки на шахте и ранили 11 человек. В начале августа 2012 года управляющий шахтой У Шэнзай был убит в результате спора об оплате труда.